# 格伦 (蒂罗尔州)
格伦（德語：Grän）是奥地利蒂罗尔州罗伊特县的一个市镇。总面积20.9平方公里，总人口608人，人口密度29.1人/平方公里（2005年）。